# Bandera de Dakota del Sud
La bandera de Dakota del Sud representa a l'estat de Dakota del Sud en els EUA amb un camp blau cel carregat amb una versió en blau marí sobre fons blanc del segell de l'estat al centre, envoltat de triangles d'or que representen als raigs del sol. Tot això envoltat al seu torn per inscripcions en or de lletres capitals de pal sec on es contempla el mot: "SOUTH DAKOTA" (Dakota del Sud) a la part superior hi trobem "THE MOUNT RUSHMORE STATE" (l'estat de la Muntanya Rushmore) (àlies de l'Estat) a la part inferior. La inscripció inferior va ser l'estat del sol brillant abans de canviar-se el 1992 per l'actual.
D'acord amb una enquesta duta a terme el 2001 per la NAVA, la bandera de Dakota del Sud va ser la cinquena pitjor (d'un total de 72) d'entre els EUA i el Canadà a nivell subnacional en la qualitat del disseny, en un concurs que va incloure totes les províncies canadenques, estats dels EUA i territoris dels Estats Units. Va ser criticat en particular per l'associació per a la repetició innecessària del nom de l'estat.

## La promesa a la bandera
La promesa oficial a la bandera de Dakota del Sud és: 
| « | Prometo lleialtat i suport a la bandera i l'estat de Dakota del Sud, la terra del sol, la terra de la infinita varietat. | » |

L'únic protocol de la promesa a la bandera és que no se substitueixi o s'anticipi a la promesa de Lleialtat a la bandera dels Estats Units.

## Bandera original

Bandera original utilitzada del 1909 al 1963.

Bandera utilitzada del 1963 al 1992,

La bandera original consistia en un sol dominant envoltada pel text "Dakota South" i "The Sunshine State" (L'estat del Sol brillant). La Constitució de 1909 va declarar:
| « | La bandera de Dakota del Sud estarà composta per un camp blau, una i dos terços d'ample, en el centre dels quals hi serà un sol ardent en or. Per sobre d'aquest sol es disposen en arc, en lletres d'or, les paraules de Dakota del Sud i per sota d'aquest sol es disposaran de les paraules en lletres d'or, "L'Estat del Sol", i en el revers d'un sol abrasador s'imprimiran en color blau fosc el Gran Segell de l'Estat de Dakota del Sud. Les vores de la bandera hauran de ser retallades amb una franja d'or, per estar en proporció a l'amplada de la bandera. | » |